# Spiraalhorens
Spiraalhorens (Iravadiidae) zijn een familie van weekdieren uit de klasse van de Gastropoda (slakken).

## Geslachten
- Acliceratia Ponder, 1984
- Auricorona Golding, 2014
- Ceratia H. Adams & A. Adams, 1852
- Chevallieria Cossmann, 1888
- Fluviocingula Kuroda & Habe, 1954
- Hyala H. Adams & A. Adams, 1852
- Iravadia Blanford, 1867
- Kalchreuthia Gründel & Nützel, 1998 †
- Liroceratia Ponder, 1984
- Nozeba Iredale, 1915
- Pasitheola Cossmann, 1896 †
- Pellamora Iredale, 1943
- Pseudomerelina Ponder, 1984
- Rissopsis Garrett, 1873
- Wakauraia Kuroda & Habe, 1954